# Колчин, Павел Константинович
Па́вел Константи́нович Ко́лчин (9 января 1930, Ярославль, Ивановская Промышленная область — 29 декабря 2010, Отепя, Валгамаа) — советский лыжник, заслуженный мастер спорта СССР, заслуженный тренер СССР. Первый в истории СССР призёр зимних Олимпийских игр (27 января 1956 года стал третьим на дистанции 30 км на Играх в Кортине-д’Ампеццо).

## Биография
Родился 9 января 1930 года последним, восьмым, ребёнком в семье. Детство прошло в посёлке под Ярославлем. Был слабым ребёнком, болел рахитом, но благодаря занятиям спортом излечился. Рано пошёл работать — пилил брёвна на дровяном складе, работал на токарном станке.
Закончил Малаховский техникум физической культуры. Выступал за «Динамо» (Москва).
14-кратный чемпион СССР (1956, 1957, 1963 в гонках на 15 и 30 км, 1963 на 70 км, 1953—1955, 1957, 1964 в эстафете 4×10 км).
Серебряный призёр чемпионата мира 1958 года в гонках на 15, 30 км и в эстафете 4×10 км. Бронзовый призёр чемпионата мира 1962 года в эстафете 4×10 км. Победитель Холменколленских игр 1958 года в гонках на 15 и 50 км.
Чемпион Олимпийских игр 1956 в эстафете, показал в ней лучший результат на этапе среди всех спортсменов. Тогда же получил бронзовые награды в гонках на 30 и 15 км. Бронзовый призёр Олимпиады 1964 года в эстафете.
Член КПСС с 1962 года. Окончил ГЦОЛИФК (1968). Тренировал лыжную сборную СССР в 1968—1976 годах. Первым начал использовать в подготовке лыжероллеры и тренироваться на опилочной лыжне. Известный ученик Павла Константиновича Колчина — «звезда» советских лыжных гонок конца 1960-х — начала 1970-х годов Вячеслав Веденин, ставший под его руководством двукратным чемпионом мира (Высокие Татры—1970) и двукратным олимпийским чемпионом (Саппоро—1972).
С 1954 года женат на олимпийской чемпионке Алевтине Колчиной (1930—2022). Написали вместе с ней книгу «О лыжах и о себе» (1978). В середине 1980-х годов переехали на хутор близ города Отепя в Эстонии, в котором всю жизнь (в детстве с няней) жил их единственный сын Фёдор (1957—2018) — чемпион СССР по лыжному двоеборью, участник Олимпийских игр 1980 года в Лейк-Плэсиде (15-е место). Участвовали в создании отепского центра подготовки лыжников. В середине 1990-х годов Колчины получили эстонское гражданство за особые заслуги.
Умер 29 декабря 2010 года.

## Награды и звания
- Заслуженный мастер спорта СССР (1956).
- Заслуженный тренер СССР (1970).
- 2 ордена Трудового Красного Знамени (27.04.1957 — «за успехи, достигнутые в деле развития массового физкультурного движения в стране, повышения мастерства советских спортсменов, и успешное выступление на международных соревнованиях», 03.03.1972)
- Орден «Знак Почёта» (1970)
- Медаль «За трудовую доблесть» (16.09.1960) — за успешные выступления в XVII летних и VIII зимних Олимпийских играх 1960 года, а также за выдающиеся спортивные достижения[4]